# Callambulyx brunnea
Callambulyx brunnea är en fjärilsart som beskrevs av Otto Staudinger 1892. Callambulyx brunnea ingår i släktet Callambulyx och familjen svärmare. Inga underarter finns listade i Catalogue of Life.